# 我去上學啦 (韓國)
《我去上學啦》是韓國JTBC電視台的綜藝節目，於2014年7月12日首播，逢韓國時間星期二晚間11點開始播放（第1集~第22集為逢韓國時間星期六晚間9點45分開始播放）（第23集~第29集逢韓國時間星期六晚間11點開始播放），每集約70分鐘。2015年7月4日起每周六於中天綜合台播出。
出演者們將在三天到一周的時間內真實的返回校園，和學生們一起完成日常生活和學業。
節目意圖為打破成人與學生之間的隔閡，以藝人及成人的身份去洞察學生的心理增進互相的溝通，勾起觀眾關於校園生活的回憶、進一步理解青少年的想法，並探討不同時代的溝通問題。

2015年10月22日，JTBC方面表示節目將以清心國際高等學校做為最後一站，於11月3日結束播映，至於是否會有第二季則尚未確定。

## 固定成員
| 姓名              | 職業              | 生日          | 出演集數      |
| ----------------- | ----------------- | ------------- | ------------- |
| 康男 （강남）     | 男歌手，M.I.B成員 | 1987年3月23日 | 第10集~第68集 |
| 金楨勳 （김정훈） | 男演員、歌手      | 1980年1月20日 | 第47集~第68集 |

## 已退出成員
| 姓名              | 職業           | 生日          | 出演集數     |
| ----------------- | -------------- | ------------- | ------------ |
| 成東日 （성동일） | 男演員         | 1967年4月27日 | 第1集~第33集 |
| 尹度玹 （윤도현） | 男歌手，YB主唱 | 1972年2月3日  | 第1集~第29集 |
| 南柱赫 （남주혁） | 男模特兒、演員 | 1994年2月22日 | 第1集~第39集 |

## 成員關係稱號

### 成員與成員
| 關係稱號 | 成員         | 說明                                                                                           |
| -------- | ------------ | ---------------------------------------------------------------------------------------------- |
| 康拉麵主 | 康男、南柱赫 | 自仁川外高開始，兩人的互動被受關注，因康男給南柱赫取了稱號拉麵主，製作單位將兩人合稱康拉麵主。 |

### 成員與嘉賓
| 關係稱號          | 成員                           | 說明 |
| ----------------- | ------------------------------ | --- |
| 花美男F2 花傻瓜F2 | 南柱赫、李正信                 | 兩人在西歸浦産業科學高等學校時而有著美男的形象，但時而又會做出一些傻事，因此有花美男與花傻瓜的稱號。                             |
| Hani與三傻        | Hani、南柱赫、康男、智珉       | 在果川外國語高等學校時Hani無論英文、中文、數學、體育都好，相對同班的南柱赫、康男、智珉，三人站在一起，有強大對比，因此有此稱號。 |
| 男男兄弟          | 康男、趙英男                   | 在京畿藝術中學兩人被分配到同一班級，而且名字也有男字，所以他們有男男兄弟的稱號。                                                 |
| 康兄妹            | 康男（강남）、姜晟賢（강승현） | 在現代青雲高等學校兩人被分配到同一班級，而且兩人韓文名字也有강字，所以他們被稱為康兄妹的稱號。                                   |
| 康南珠            | 康男（강남）、金南珠（김남주） | 在金浦第一高等學校兩人被分配到同一班級，而且兩人韓文名字也有남字，在音樂會上一起表演組成了康南珠搭檔。                           |

## 出演嘉賓
| 姓名                                | 職業                                | 生日           | 出演集數                    |
| ----------------------------------- | ----------------------------------- | -------------- | --------------------------- |
| 金鍾旼 （김종민）                   | 男歌手                              | 1979年9月24日  | 第1集~第9集                 |
| Brian （브라이언）                  | 男歌手，Fly to the Sky成員          | 1981年1月10日  | 第1集~第9集                 |
| 朴惠 （박혜）                       | 女模特兒                            | 1985年1月17日  | 第1集~第9集                 |
| 許嘉允 （허가윤）                   | 女歌手，前4minute成員               | 1990年5月18日  | 第1集~第5集                 |
| 姜俊 （강준）                       | 男歌手，C-CLOWN成員                 | 1994年4月21日  | 第1集~第5集                 |
| 洪銀姬 （홍은희）                   | 女演員                              | 1980年2月17日  | 第6集~第9集                 |
| 趙權 （조권）                       | 男歌手，2AM成員                     | 1989年8月28日  | 第6集~第9集                 |
| 吳尚津 （오상진）                   | 男主播、主持人、演員                | 1980年2月15日  | 第10集~第14集               |
| 許志雄 （허지웅）                   | 男電影評論家、記者                  | 1979年12月14日 | 第10集~第14集               |
| 朴明洙 （박명수）                   | 男歌手、主持人                      | 1970年8月27日  | 第15集~第18集               |
| Enes Kaya （에네스 카야）           | 男演員、放送演藝人                  | 1984年8月22日  | 第15集~第18集               |
| Julian Quintart （줄리안 퀸타르트） | 男放送演藝人、DJ                    | 1987年8月24日  | 第15集~第18集               |
| 李鐘赫 （이종혁）                   | 男演員                              | 1974年7月31日  | 第19集~第25集               |
| 韓尚進 （한상진）                   | 男演員                              | 1977年12月9日  | 第19集~第22集               |
| 張基河 （장기하）                   | 男歌手，張基河與臉孔們主唱          | 1982年2月20日  | 第19集~第22集               |
| Bobby Kim （바비 킴）               | 男歌手                              | 1973年1月12日  | 第23集~第25集               |
| Zingo （징고）                      | 男歌手，Super Kidd成員              | 1984年11月7日  | 第23集~第25集               |
| 鄭埻夏 （정준하）                   | 男主持人、演員                      | 1971年3月18日  | 第27集~第29集 第57集~第58集 |
| 趙東赫 （조동혁）                   | 男演員                              | 1977年12月11日 | 第27集~第29集               |
| 張基勇 （장기용）                   | 男模特兒、演員                      | 1992年8月7日   | 第27集~第29集               |
| 金希沅 （김희원）                   | 男演員                              | 1971年1月10日  | 第30集~第33集               |
| 李奎翰 （이규한）                   | 男演員                              | 1980年8月4日   | 第30集~第33集               |
| 李正信 （이정신）                   | 樂團CNBLUE成員、男演員              | 1991年9月15日  | 第30集~第33集               |
| 康容碩 （강용석）                   | 男政治家、律師、主持人              | 1969年12月3日  | 第36集~第39集               |
| 全炫茂 （전현무）                   | 男主持人、前播音員                  | 1977年11月7日  | 第36集~第39集               |
| 姜均成 （강균성）                   | 男歌手、Noel成員                    | 1981年4月18日  | 第36集~第39集               |
| 智珉 （지민）                       | 女歌手、AOA成員                     | 1991年1月8日   | 第36集~第39集               |
| Hani （하니）                       | 女歌手、EXID成員                    | 1992年5月1日   | 第36集~第39集               |
| 殷志源 （은지원）                   | 男歌手、水晶男孩隊長、演員、主持人  | 1978年6月8日   | 第36集~第43集               |
| 趙英男 （조영남）                   | 男歌手                              | 1945年4月2日   | 第40集~第43集               |
| 李雅賢 （이아현）                   | 女演員                              | 1972年4月13日  | 第40集~第43集               |
| 許閣 （허각）                       | 男歌手                              | 1984年11月15日 | 第40集~第43集               |
| 佳人 （가인）                       | 女歌手、Brown Eyed Girls成員、演員  | 1987年9月20日  | 第40集~第43集               |
| Yura （유라）                       | 女歌手、Girl's Day成員              | 1992年11月6日  | 第40集~第43集               |
| 泰民 （태민）                       | 男歌手、SHINee成員                  | 1993年7月18日  | 第40集~第43集               |
| 瑟琪 （슬기）                       | 女歌手、Red Velvet成員              | 1994年2月10日  | 第40集~第43集               |
| 金範秀 （김범수）                   | 男主持人、前播音員                  | 1968年10月29日 | 第44集~第46集 第51集~第52集 |
| 金秀路 （김수로）                   | 男演員                              | 1970年5月7日   | 第44集~第46集               |
| 洪真慶 （홍진경）                   | 女模特兒、演員                      | 1977年12月23日 | 第44集~第46集               |
| San E （산이）                      | 男歌手                              | 1985年1月23日  | 第44集~第46集               |
| 烋星 （효성）                       | 女歌手、Secret成員                  | 1989年10月13日 | 第44集~第46集               |
| 尹邵熙 （윤소희）                   | 女演員                              | 1993年5月7日   | 第44集~第46集               |
| 聖柱 （성주）                       | 男歌手、UNIQ成員                    | 1994年2月16日  | 第44集~第46集               |
| 安內相 （안내상）                   | 男演員                              | 1964年7月24日  | 第47集~第50集               |
| 朴正炫 （박정현）                   | 女歌手                              | 1976年3月23日  | 第47集~第50集               |
| 吳貞姸 （오정연）                   | 女放送演藝人                        | 1983年1月18日  | 第47集~第50集               |
| 孫浩俊 （손호준）                   | 男演員                              | 1984年6月27日  | 第47集~第50集               |
| 承希 （승희）                       | 女演員、前DIA成員、前F-VE DOLLS成員 | 1991年6月3日   | 第47集~第50集               |
| 鄭珍雲 （정진운）                   | 男歌手、2AM成員                     | 1991年5月2日   | 第51集~第52集               |
| Ricky Kim （리키 김）               | 男演員                              | 1981年6月19日  | 第53集~第56集               |
| 高周元 （고주원）                   | 男演員                              | 1981年10月16日 | 第53集~第56集               |
| 姜晟賢 （강승현）                   | 女模特兒、設計師、企業家            | 1987年9月22日  | 第53集~第56集               |
| N （엔）                            | 男歌手、VIXX成員                    | 1990年6月30日  | 第53集~第56集               |
| 鄭恩地 （정은지）                   | 女歌手、Apink成員                   | 1993年8月18日  | 第53集~第56集               |
| 沈亨倬 （심형탁）                   | 男演員                              | 1977年12月4日  | 第57集~第58集               |
| 秋成勳 （추성훈）                   | 男異種格鬥技選手                    | 1975年7月29日  | 第59集~第62集               |
| 洪榛浩 （홍진호）                   | 男放送演藝人、前職業電玩選手        | 1982年10月31日 | 第59集~第62集               |
| 昇延 （승연）                       | 女歌手、Kara成員                    | 1988年7月24日  | 第59集~第62集               |
| 申秀智 （신수지）                   | 女藝術體操選手、評論員              | 1991年1月8日   | 第59集~第62集               |
| Shaquille O'Neal （샤킬 오닐）      | 男前NBA職業籃球選手                 | 1972年3月6日   | 第61集                      |
| 表蒼園 （표창원）                   | 男教授、犯罪心理學家                | 1966年5月3日   | 第63集~第65集               |
| 金英浩 （김영호）                   | 男演員                              | 1967年5月24日  | 第63集~第65集               |
| 李基燦 （이기찬）                   | 男歌手                              | 1979年1月10日  | 第63集~第65集               |
| 金有美 （김유미）                   | 女演員                              | 1979年10月12日 | 第63集~第65集               |
| 金南珠 （김남주）                   | 女歌手、Apink成員                   | 1995年4月15日  | 第63集~第65集               |
| Sam Hammington （샘 해밍턴）        | 男喜劇演員                          | 1977年7月3日   | 第66集~第68集               |
| 李准碩 （이준석）                   | 男政治家、放送演藝人                | 1985年3月31日  | 第66集~第68集               |
| 藤井美菜 （후지이 미나）            | 女演員                              | 1988年7月15日  | 第66集~第68集               |
| 譽恩 （예은）                       | 女歌手、Wonder Girls成員            | 1989年5月26日  | 第66集~第68集               |
| HEYNE （혜이니）                    | 女歌手                              | 1992年6月3日   | 第66集~第68集               |

## 節目列表
| 集數 | 播出日期       | 學校                                                                                             | 分班                                                                                       | 分班                                                                                       | 分班                                                                                       | 分班          |
| ---- | -------------- | ------------------------------------------------------------------------------------------------ | ------------------------------------------------------------------------------------------ | ------------------------------------------------------------------------------------------ | ------------------------------------------------------------------------------------------ | ------------- |
| 1    | 2014年7月12日  | 善正高等學校 （선정고등학교） （首爾特別市 恩平區 葛峴洞）                                       | 1年2班                                                                                     | 1年7班                                                                                     | 1年8班                                                                                     | 1年9班        |
| 2    | 2014年7月19日  | 善正高等學校 （선정고등학교） （首爾特別市 恩平區 葛峴洞）                                       | 金鍾旼 Brian                                                                               | 成東日 姜俊                                                                                | 尹度玹 南柱赫                                                                              | 朴惠 許嘉允   |
| 3    | 2014年7月26日  | 善正高等學校 （선정고등학교） （首爾特別市 恩平區 葛峴洞）                                       | 金鍾旼 Brian                                                                               | 成東日 姜俊                                                                                | 尹度玹 南柱赫                                                                              | 朴惠 許嘉允   |
| 4    | 2014年8月2日   | 善正高等學校 （선정고등학교） （首爾特別市 恩平區 葛峴洞）                                       | 金鍾旼 Brian                                                                               | 成東日 姜俊                                                                                | 尹度玹 南柱赫                                                                              | 朴惠 許嘉允   |
| 5    | 2014年8月9日   | 善正高等學校 （선정고등학교） （首爾特別市 恩平區 葛峴洞）                                       | 金鍾旼 Brian                                                                               | 成東日 姜俊                                                                                | 尹度玹 南柱赫                                                                              | 朴惠 許嘉允   |
| 6    | 2014年8月16日  | 新長高等學校 （신장고등학교） （京畿道 河南市 新長洞）                                           | 1年5班                                                                                     | 1年6班                                                                                     | 1年9班                                                                                     | 1年10班       |
| 7    | 2014年8月23日  | 新長高等學校 （신장고등학교） （京畿道 河南市 新長洞）                                           | 朴惠 趙權                                                                                  | 成東日 洪銀姬                                                                              | 尹度玹 金鍾旼                                                                              | Brian 南柱赫  |
| 8    | 2014年8月30日  | 新長高等學校 （신장고등학교） （京畿道 河南市 新長洞）                                           | 朴惠 趙權                                                                                  | 成東日 洪銀姬                                                                              | 尹度玹 金鍾旼                                                                              | Brian 南柱赫  |
| 9    | 2014年9月6日   | 新長高等學校 （신장고등학교） （京畿道 河南市 新長洞）                                           | 朴惠 趙權                                                                                  | 成東日 洪銀姬                                                                              | 尹度玹 金鍾旼                                                                              | Brian 南柱赫  |
| 10   | 2014年9月13日  | 仁川外國語高等學校 （인천외국어고등학교） （仁川廣域市 富平區 山谷洞）                           | 中文班 1年1班                                                                              | 日文班 1年5班                                                                              | 西文班 1年8班                                                                              |               |
| 11   | 2014年9月20日  | 仁川外國語高等學校 （인천외국어고등학교） （仁川廣域市 富平區 山谷洞）                           | 中文班 1年1班                                                                              | 日文班 1年5班                                                                              | 西文班 1年8班                                                                              |               |
| 12   | 2014年9月27日  | 仁川外國語高等學校 （인천외국어고등학교） （仁川廣域市 富平區 山谷洞）                           | 成東日 吳尚津                                                                              | 南柱赫 康男                                                                                | 尹度玹 許志雄                                                                              |               |
| 13   | 2014年10月4日  | 仁川外國語高等學校 （인천외국어고등학교） （仁川廣域市 富平區 山谷洞）                           | 成東日 吳尚津                                                                              | 南柱赫 康男                                                                                | 尹度玹 許志雄                                                                              |               |
| 14   | 2014年10月11日 | 仁川外國語高等學校 （인천외국어고등학교） （仁川廣域市 富平區 山谷洞）                           | 成東日 吳尚津                                                                              | 南柱赫 康男                                                                                | 尹度玹 許志雄                                                                              |               |
| 15   | 2014年10月18日 | 仁荷大學校 師範大學 附屬高等學校 (인하대학교 사범대학 부속고등학교) （仁川廣域市 南區 鶴翼洞）   | 1年1班                                                                                     | 1年3班                                                                                     | 1年6班                                                                                     |               |
| 16   | 2014年10月25日 | 仁荷大學校 師範大學 附屬高等學校 (인하대학교 사범대학 부속고등학교) （仁川廣域市 南區 鶴翼洞）   | Enes Kaya Julian Quintart                                                                  | 尹度玹 南柱赫 康男                                                                         | 成東日 朴明洙                                                                              |               |
| 17   | 2014年11月1日  | 仁荷大學校 師範大學 附屬高等學校 (인하대학교 사범대학 부속고등학교) （仁川廣域市 南區 鶴翼洞）   | Enes Kaya Julian Quintart                                                                  | 尹度玹 南柱赫 康男                                                                         | 成東日 朴明洙                                                                              |               |
| 18   | 2014年11月8日  | 仁荷大學校 師範大學 附屬高等學校 (인하대학교 사범대학 부속고등학교) （仁川廣域市 南區 鶴翼洞）   | Enes Kaya Julian Quintart                                                                  | 尹度玹 南柱赫 康男                                                                         | 成東日 朴明洙                                                                              |               |
| 19   | 2014年11月15日 | 一山大眞高等學校 (일산대진고등학교) （京畿道 高陽市 一山西區 大化洞）                            | 1年8班                                                                                     | 1年9班                                                                                     | 1年15班                                                                                    |               |
| 20   | 2014年11月22日 | 一山大眞高等學校 (일산대진고등학교) （京畿道 高陽市 一山西區 大化洞）                            | 尹度玹 張基河                                                                              | 成東日 韓尚進                                                                              | 南柱赫 康男 李鐘赫                                                                         |               |
| 21   | 2014年11月29日 | 一山大眞高等學校 (일산대진고등학교) （京畿道 高陽市 一山西區 大化洞）                            | 尹度玹 張基河                                                                              | 成東日 韓尚進                                                                              | 南柱赫 康男 李鐘赫                                                                         |               |
| 22   | 2014年12月6日  | 一山大眞高等學校 (일산대진고등학교) （京畿道 高陽市 一山西區 大化洞）                            | 尹度玹 張基河                                                                              | 成東日 韓尚進                                                                              | 南柱赫 康男 李鐘赫                                                                         |               |
| 23   | 2014年12月13日 | 高麗大學校 師範大學 附屬高等學校 (고려대학교 사범대학 부속고등학교) （首爾特別市 城北區 貞陵洞） | 1年3班                                                                                     | 1年5班                                                                                     | 1年7班                                                                                     |               |
| 24   | 2014年12月20日 | 高麗大學校 師範大學 附屬高等學校 (고려대학교 사범대학 부속고등학교) （首爾特別市 城北區 貞陵洞） | 南柱赫 康男 Jingo                                                                          | 成東日 李鐘赫                                                                              | 尹度玹 Bobby Kim                                                                           |               |
| 25   | 2014年12月27日 | 高麗大學校 師範大學 附屬高等學校 (고려대학교 사범대학 부속고등학교) （首爾特別市 城北區 貞陵洞） | 南柱赫 康男 Jingo                                                                          | 成東日 李鐘赫                                                                              | 尹度玹 Bobby Kim                                                                           |               |
| 26   | 2015年1月3日   | 寒假特輯 康拉麵主特別篇 （겨울방학 특집 강나면주 스페셜）                                        | 寒假特輯 康拉麵主特別篇 （겨울방학 특집 강나면주 스페셜）                                  | 寒假特輯 康拉麵主特別篇 （겨울방학 특집 강나면주 스페셜）                                  | 寒假特輯 康拉麵主特別篇 （겨울방학 특집 강나면주 스페셜）                                  |               |
| 27   | 2015年1月10日  | 漢陽工業高等學校 (한양공업고등학교) （首爾特別市 中區 新堂洞）                                   | 建築情報科 2年A班                                                                          | 木造建築科 2年B班                                                                          | 汽車科 2年C班                                                                              |               |
| 28   | 2015年1月17日  | 漢陽工業高等學校 (한양공업고등학교) （首爾特別市 中區 新堂洞）                                   | 成東日 尹度玹                                                                              | 南柱赫 康男 張基勇                                                                         | 鄭埻夏 趙東赫                                                                              |               |
| 29   | 2015年1月24日  | 漢陽工業高等學校 (한양공업고등학교) （首爾特別市 中區 新堂洞）                                   | 成東日 尹度玹                                                                              | 南柱赫 康男 張基勇                                                                         | 鄭埻夏 趙東赫                                                                              |               |
| 30   | 2015年2月3日   | 西歸浦産業科學高等學校 (서귀포산업과학고등학교) （濟州特別自治道 西歸浦市 靈泉洞）               | 園藝科 1年1班                                                                              | 馬匹科 1年3班                                                                              | 造景科 1年2班                                                                              |               |
| 31   | 2015年2月10日  | 西歸浦産業科學高等學校 (서귀포산업과학고등학교) （濟州特別自治道 西歸浦市 靈泉洞）               | 成東日 金希沅                                                                              | 康男 李奎翰                                                                                | 南柱赫 李正信                                                                              |               |
| 32   | 2015年2月17日  | 西歸浦産業科學高等學校 (서귀포산업과학고등학교) （濟州特別自治道 西歸浦市 靈泉洞）               | 成東日 金希沅                                                                              | 康男 李奎翰                                                                                | 南柱赫 李正信                                                                              |               |
| 33   | 2015年2月24日  | 西歸浦産業科學高等學校 (서귀포산업과학고등학교) （濟州特別自治道 西歸浦市 靈泉洞）               | 成東日 金希沅                                                                              | 康男 李奎翰                                                                                | 南柱赫 李正信                                                                              |               |
| 34   | 2015年3月3日   | 夏威夷使命學院 (Hawaiian Mission Academy) （美國 夏威夷州 檀香山）                               | 康拉麵主去夏威夷上學特輯 (강나면주 하와이 학교가다 스페셜 에디션) 本期只有康男、南柱赫參與 | 康拉麵主去夏威夷上學特輯 (강나면주 하와이 학교가다 스페셜 에디션) 本期只有康男、南柱赫參與 | 康拉麵主去夏威夷上學特輯 (강나면주 하와이 학교가다 스페셜 에디션) 本期只有康男、南柱赫參與 |               |
| 35   | 2015年3月10日  | 夏威夷使命學院 (Hawaiian Mission Academy) （美國 夏威夷州 檀香山）                               | 康拉麵主去夏威夷上學特輯 (강나면주 하와이 학교가다 스페셜 에디션) 本期只有康男、南柱赫參與 | 康拉麵主去夏威夷上學特輯 (강나면주 하와이 학교가다 스페셜 에디션) 本期只有康男、南柱赫參與 | 康拉麵主去夏威夷上學特輯 (강나면주 하와이 학교가다 스페셜 에디션) 本期只有康男、南柱赫參與 |               |
| 36   | 2015年3月17日  | 果川外國語高等學校 (과천외국어고등학교) (京畿道 果川市 中央洞)                                   | 中文班 2年8班                                                                              | 法語班 2年9班                                                                              | 英文班 2年10班                                                                             |               |
| 37   | 2015年3月24日  | 果川外國語高等學校 (과천외국어고등학교) (京畿道 果川市 中央洞)                                   | 南柱赫 康男 Hani 智珉                                                                      | 殷志源 姜均成                                                                              | 全炫茂 康容碩                                                                              |               |
| 38   | 2015年3月31日  | 果川外國語高等學校 (과천외국어고등학교) (京畿道 果川市 中央洞)                                   | 南柱赫 康男 Hani 智珉                                                                      | 殷志源 姜均成                                                                              | 全炫茂 康容碩                                                                              |               |
| 39   | 2015年4月7日   | 果川外國語高等學校 (과천외국어고등학교) (京畿道 果川市 中央洞)                                   | 南柱赫 康男 Hani 智珉                                                                      | 殷志源 姜均成                                                                              | 全炫茂 康容碩                                                                              |               |
| 40   | 2015年4月14日  | 京畿藝術高等學校 (경기예술고등학교) (京畿道 富川市 遠美區)                                       | 戲劇電影科 1年6班                                                                          | 漫畫創作科 1年5班                                                                          | 音樂科 1年2班                                                                              | 美術科 1年4班 |
| 41   | 2015年4月21日  | 京畿藝術高等學校 (경기예술고등학교) (京畿道 富川市 遠美區)                                       | 泰民 佳人                                                                                  | 瑟琪 Yura 殷志源                                                                           | 許閣 李雅賢                                                                                | 康男 趙英男   |
| 42   | 2015年4月28日  | 京畿藝術高等學校 (경기예술고등학교) (京畿道 富川市 遠美區)                                       | 泰民 佳人                                                                                  | 瑟琪 Yura 殷志源                                                                           | 許閣 李雅賢                                                                                | 康男 趙英男   |
| 43   | 2015年5月5日   | 京畿藝術高等學校 (경기예술고등학교) (京畿道 富川市 遠美區)                                       | 泰民 佳人                                                                                  | 瑟琪 Yura 殷志源                                                                           | 許閣 李雅賢                                                                                | 康男 趙英男   |
| 44   | 2015年5月12日  | 韓民高等學校 (한민고등학교) (京畿道 坡州市 廣灘面)                                               | 1年1班                                                                                     | 1年2班                                                                                     | 1年6班                                                                                     |               |
| 45   | 2015年5月19日  | 韓民高等學校 (한민고등학교) (京畿道 坡州市 廣灘面)                                               | 金範秀 San E                                                                               | 金秀路 康男 聖柱                                                                           | 洪真慶 烋星 尹邵熙                                                                         |               |
| 46   | 2015年6月2日   | 韓民高等學校 (한민고등학교) (京畿道 坡州市 廣灘面)                                               | 金範秀 San E                                                                               | 金秀路 康男 聖柱                                                                           | 洪真慶 烋星 尹邵熙                                                                         |               |
| 47   | 2015年6月9日   | 高陽國際高等學校 (고양국제고등학교) (京畿道 高陽市 一山東區)                                     | 1年1班                                                                                     | 1年5班                                                                                     | 1年7班                                                                                     |               |
| 48   | 2015年6月16日  | 高陽國際高等學校 (고양국제고등학교) (京畿道 高陽市 一山東區)                                     | 朴正炫 吳貞姸                                                                              | 孫浩俊 康男 承希                                                                           | 安內相 金楨勳                                                                              |               |
| 49   | 2015年6月23日  | 高陽國際高等學校 (고양국제고등학교) (京畿道 高陽市 一山東區)                                     | 朴正炫 吳貞姸                                                                              | 孫浩俊 康男 承希                                                                           | 安內相 金楨勳                                                                              |               |
| 50   | 2015年6月30日  | 高陽國際高等學校 (고양국제고등학교) (京畿道 高陽市 一山東區)                                     | 朴正炫 吳貞姸                                                                              | 孫浩俊 康男 承希                                                                           | 安內相 金楨勳                                                                              |               |
| 51   | 2015年7月7日   | 翰林初等學校 飛揚分校 (한림초등학교 비양분교) （濟州特別自治道 濟州市 翰林邑 飛揚島）            | 我去上學啦特別版 (학교 다녀오겠습니다 특별판) 教師 : 金範秀、金楨勳、康男、鄭珍雲          | 我去上學啦特別版 (학교 다녀오겠습니다 특별판) 教師 : 金範秀、金楨勳、康男、鄭珍雲          | 我去上學啦特別版 (학교 다녀오겠습니다 특별판) 教師 : 金範秀、金楨勳、康男、鄭珍雲          |               |
| 52   | 2015年7月14日  | 翰林初等學校 飛揚分校 (한림초등학교 비양분교) （濟州特別自治道 濟州市 翰林邑 飛揚島）            | 我去上學啦特別版 (학교 다녀오겠습니다 특별판) 教師 : 金範秀、金楨勳、康男、鄭珍雲          | 我去上學啦特別版 (학교 다녀오겠습니다 특별판) 教師 : 金範秀、金楨勳、康男、鄭珍雲          | 我去上學啦特別版 (학교 다녀오겠습니다 특별판) 教師 : 金範秀、金楨勳、康男、鄭珍雲          |               |
| 53   | 2015年7月21日  | 現代青雲高等學校 (현대청운고등학교) (蔚山廣域市 東區 南牧2洞)                                    | 1年1班                                                                                     | 1年4班                                                                                     | 1年6班                                                                                     |               |
| 54   | 2015年7月28日  | 現代青雲高等學校 (현대청운고등학교) (蔚山廣域市 東區 南牧2洞)                                    | N 鄭恩地                                                                                   | 金楨勳 高周元                                                                              | Ricky Kim 康男 姜晟賢                                                                      |               |
| 55   | 2015年8月4日   | 現代青雲高等學校 (현대청운고등학교) (蔚山廣域市 東區 南牧2洞)                                    | N 鄭恩地                                                                                   | 金楨勳 高周元                                                                              | Ricky Kim 康男 姜晟賢                                                                      |               |
| 56   | 2015年8月11日  | 現代青雲高等學校 (현대청운고등학교) (蔚山廣域市 東區 南牧2洞)                                    | N 鄭恩地                                                                                   | 金楨勳 高周元                                                                              | Ricky Kim 康男 姜晟賢                                                                      |               |
| 57   | 2015年8月18日  | 東京韓國學校 (동경한국학교) (日本 東京都 新宿區 若松町)                                          | 我去上學啦暑假特輯 (학교 다녀오겠습니다 여름방학 특집) 鄭埻夏、沈亨倬、金楨勳、康男        | 我去上學啦暑假特輯 (학교 다녀오겠습니다 여름방학 특집) 鄭埻夏、沈亨倬、金楨勳、康男        | 我去上學啦暑假特輯 (학교 다녀오겠습니다 여름방학 특집) 鄭埻夏、沈亨倬、金楨勳、康男        |               |
| 58   | 2015年8月25日  | 東京韓國學校 (동경한국학교) (日本 東京都 新宿區 若松町)                                          | 我去上學啦暑假特輯 (학교 다녀오겠습니다 여름방학 특집) 鄭埻夏、沈亨倬、金楨勳、康男        | 我去上學啦暑假特輯 (학교 다녀오겠습니다 여름방학 특집) 鄭埻夏、沈亨倬、金楨勳、康男        | 我去上學啦暑假特輯 (학교 다녀오겠습니다 여름방학 특집) 鄭埻夏、沈亨倬、金楨勳、康男        |               |
| 59   | 2015年9月1日   | 西仁川高等學校 (서인천고등학교) (仁川廣域市 西區 黔岩景西洞)                                     | 1年3班                                                                                     | 1年9班                                                                                     | 1年12班                                                                                    |               |
| 60   | 2015年9月8日   | 西仁川高等學校 (서인천고등학교) (仁川廣域市 西區 黔岩景西洞)                                     | 昇延 申秀智                                                                                | 秋成勳 康男 Shaquille O'Neal                                                               | 金楨勳 洪榛浩                                                                              |               |
| 61   | 2015年9月15日  | 西仁川高等學校 (서인천고등학교) (仁川廣域市 西區 黔岩景西洞)                                     | 昇延 申秀智                                                                                | 秋成勳 康男 Shaquille O'Neal                                                               | 金楨勳 洪榛浩                                                                              |               |
| 62   | 2015年9月22日  | 西仁川高等學校 (서인천고등학교) (仁川廣域市 西區 黔岩景西洞)                                     | 昇延 申秀智                                                                                | 秋成勳 康男 Shaquille O'Neal                                                               | 金楨勳 洪榛浩                                                                              |               |
| 63   | 2015年9月29日  | 金浦第一高等學校 (김포제일고등학교) (京畿道 金浦市 雲陽洞)                                       | 1年3班                                                                                     | 1年4班                                                                                     | 1年8班                                                                                     |               |
| 64   | 2015年10月6日  | 金浦第一高等學校 (김포제일고등학교) (京畿道 金浦市 雲陽洞)                                       | 表蒼園 金楨勳                                                                              | 金英浩 李基燦 金有美                                                                       | 康男 金南珠                                                                                |               |
| 65   | 2015年10月13日 | 金浦第一高等學校 (김포제일고등학교) (京畿道 金浦市 雲陽洞)                                       | 表蒼園 金楨勳                                                                              | 金英浩 李基燦 金有美                                                                       | 康男 金南珠                                                                                |               |
| 66   | 2015年10月20日 | 清心國際高等學校 (청심국제고등학교) (京畿道 加平郡 雪岳面)                                       | 1年2班                                                                                     | 1年3班                                                                                     |                                                                                            |               |
| 67   | 2015年10月27日 | 清心國際高等學校 (청심국제고등학교) (京畿道 加平郡 雪岳面)                                       | 康男 譽恩 HEYNE Sam Hammington                                                             | 金楨勳 李准碩 藤井美菜                                                                     |                                                                                            |               |
| 68   | 2015年11月3日  | 清心國際高等學校 (청심국제고등학교) (京畿道 加平郡 雪岳面)                                       | 康男 譽恩 HEYNE Sam Hammington                                                             | 金楨勳 李准碩 藤井美菜                                                                     |                                                                                            |               |

## 收視率
| 集數 | 播出日期       | AGB 收視 | AGB 收視 | TNmS收視率 | TNmS收視率 |
| 集數 | 播出日期       | 全國     | 首都圈   | 全國       |            |
| ---- | -------------- | -------- | -------- | ---------- | ---------- |
| 1    | 2014年7月12日  | 2.023%   | 2.5%     |            |            |
| 2    | 2014年7月19日  | 1.667%   |          |            |            |
| 3    | 2014年7月26日  | 1.914%   |          |            |            |
| 4    | 2014年8月2日   | 1.750%   |          |            |            |
| 5    | 2014年8月9日   | 1.635%   |          |            |            |
| 6    | 2014年8月16日  | 3.051%   | 3.74%    |            |            |
| 7    | 2014年8月23日  | 1.845%   |          |            |            |
| 8    | 2014年8月30日  | 2.203%   |          |            |            |
| 9    | 2014年9月6日   | 1.368%   |          |            |            |
| 10   | 2014年9月13日  | 3.155%   | 3.96%    |            |            |
| 11   | 2014年9月20日  | 2.479%   |          |            |            |
| 12   | 2014年9月27日  | 2.473%   |          |            |            |
| 13   | 2014年10月4日  | 1.881%   |          |            |            |
| 14   | 2014年10月11日 | 2.583%   | 3.6%     |            |            |
| 15   | 2014年10月18日 | 3.354%   | 4.12%    |            |            |
| 16   | 2014年10月25日 | 3.659%   | 4.2%     |            |            |
| 17   | 2014年11月1日  | 3.048%   |          |            |            |
| 18   | 2014年11月8日  | 2.607%   | 4%       |            |            |
| 19   | 2014年11月15日 | 2.816%   |          |            |            |
| 20   | 2014年11月22日 | 2.259%   |          |            |            |
| 21   | 2014年11月29日 | 2.602%   |          |            |            |
| 22   | 2014年12月6日  | 1.996%   |          |            |            |
| 23   | 2014年12月13日 | 2.324%   |          |            |            |
| 24   | 2014年12月20日 | 1.956%   |          |            |            |
| 25   | 2014年12月27日 | 1.749%   |          |            |            |
| 26   | 2015年1月3日   | 1.657%   |          |            |            |
| 27   | 2015年1月10日  | 2.272%   |          |            |            |
| 28   | 2015年1月17日  | 2.297%   |          |            |            |
| 29   | 2015年1月24日  | 2.048%   |          |            |            |
| 30   | 2015年2月3日   | 2.030%   |          |            |            |
| 31   | 2015年2月10日  | 1.670%   |          |            |            |
| 32   | 2015年2月17日  | 1.610%   |          |            |            |
| 33   | 2015年2月24日  | 1.429%   |          |            |            |
| 34   | 2015年3月3日   | 1.742%   |          |            |            |
| 35   | 2015年3月10日  | 1.599%   |          |            |            |
| 36   | 2015年3月17日  | 2.381%   |          |            |            |
| 37   | 2015年3月24日  | 1.864%   |          |            |            |
| 38   | 2015年3月31日  | 1.674%   |          |            |            |
| 39   | 2015年4月7日   | 1.761%   |          |            |            |
| 40   | 2015年4月14日  | 1.789%   |          |            |            |
| 41   | 2015年4月21日  | 2.300%   |          |            |            |
| 42   | 2015年4月28日  | 1.708%   |          |            |            |
| 43   | 2015年5月5日   | 1.384%   |          |            |            |
| 44   | 2015年5月12日  | 1.913%   |          |            |            |
| 45   | 2015年5月19日  | 2.137%   |          |            |            |
| 46   | 2015年6月2日   | 1.226%   |          |            |            |
| 47   | 2015年6月9日   | 2.221%   |          |            |            |
| 48   | 2015年6月16日  | 1.812%   |          |            |            |
| 49   | 2015年6月23日  | 1.599%   |          |            |            |
| 50   | 2015年6月30日  | 1.708%   |          |            |            |
| 51   | 2015年7月7日   | 1.691%   |          | 1.4%       |            |
| 52   | 2015年7月14日  | 1.451%   |          |            |            |
| 53   | 2015年7月21日  | 2.453%   |          | 1.8%       |            |
| 54   | 2015年7月28日  | 2.038%   |          | 1.2%       |            |
| 55   | 2015年8月4日   | 1.952%   |          | 1.7%       |            |
| 56   | 2015年8月11日  | 1.934%   |          | 1.6%       |            |
| 57   | 2015年8月18日  | 2.526%   |          | 1.8%       |            |
| 58   | 2015年8月25日  | 1.795%   |          | 1.6%       |            |
| 59   | 2015年9月1日   | 2.238%   |          | 1.8%       |            |
| 60   | 2015年9月8日   | 1.554%   |          | 1.1%       |            |
| 61   | 2015年9月15日  | 1.864%   |          |            |            |
| 62   | 2015年9月22日  | 1.506%   |          |            |            |
| 63   | 2015年9月29日  | 1.011%   |          |            |            |
| 64   | 2015年10月6日  | 1.112%   |          |            |            |
| 65   | 2015年10月13日 | 0.979%   |          |            |            |
| 66   | 2015年10月20日 | 1.427%   |          |            |            |
| 67   | 2015年10月27日 | 1.134%   |          | 1.2%       |            |
| 68   | 2015年11月3日  | 1.458%   |          | 1.4%       |            |

## 外部連結
- 官方网站
- 我去上學啦的Facebook專頁